# Flavia Maximiana Theodora

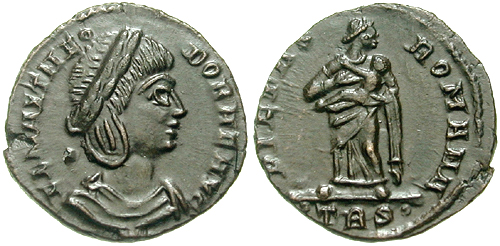
Bronzové mince s portétem Flavie Maximiany Theodory

Flavia Maximiana Theodora (3. století? - před rokem 337) byla římská císařovna, manželka Constantia Chlora.

## Život
Některými starověkými zdroji je uváděná jako nevlastní dcera císaře Maximiana, což vedlo historiky Ottu Seecka a Ernesta Steina k názoru, že se narodila v prvním manželství Eutropie s konzulem Hannibalianem. Oproti tomu historik Timothy Barnes tento názor zpochybňuje, protože zdroje uvádějící Theodoru jako nevlastní dceru pocházejí z hypotetického díla Enmannsche Kaisergeschichte ze 4. století, které Barnes považuje za nespolehlivé a podle jemu spolehlivějších zdrojů dospěl k závěru, že se narodila dřívější manželce Maximiana a tudíž se jedná o jeho vlastní dceru. I historička Julia Hillnerová se domnívá, že Theodora byla biologickou dcerou Maximiana a Eutropie, přičemž zdroje uvádějící Theodoru jako císařovu nevlastní dceru, jsou podle ní výsledkem pozdější Konstantinianské propagandy.
V roce 293 se provdala za Constantia Chlora, mladšího spolucísaře Maximiana, když opustil Helenu, matku svého syna Konstantina Velikého, aby posílil své politické postavení. Pár měl šest dětí. Prostřednictvím svého syna Julia Constantia se stala babičkou císaře Juliana.
Po smrti jejího nevlastního syna Konstantina Velikého bylo několik jejích mužských potomků popraveno, z čehož Julian výslovně obvinil Constantia II. Konstantinovi nástupci přistoupili k ražbě mincí s portrétem Theodory, pravděpodobně ve snaze distancovat se od masakru v roce 337.